# Luiz Alberto Figueiredo
Luiz Alberto Figueiredo Machado (Río de Janeiro, 17 de julio de 1955) es un político, diplomático y jurista brasileño.

## Biografía
Licenciado en derecho por la Universidad del Estado de Río de Janeiro en el año 1977, dos años más tarde se graduó en el Instituto Rio Branco de la ciudad de Brasilia.
Tras haber finalizado sus estudios, fue Representante permanente de Brasil ante las Organización de las Naciones Unidas (ONU), también como diplomático ha representado a Brasil en las embajadas de las ciudades de Londres, Washington D.C y Ottawa, fue Jefe Adjunto de Brasil ante la Unesco en París en los que ha sido un gran defensor del patrimonio histórico y del medio ambiente del que se desempeñó como Director del departamento entre 2005 y 2010. Durante este periodo en el 2009 fue ascendido como Embajador y Secretario de Estado del Medio Ambiente, Energía, Ciencia y Tecnología hasta 2011.
Después regreso a la ONU, donde fue el responsable de todas las negociaciones de Brasil sobre el medio ambiente, energía, tecnología, ciencia, océanos, la Antártida y el espacio.
Posteriormente, el día 26 de agosto de 2013, en sustitución del político Antonio de Aguiar Patriota, la presidenta de Brasil Dilma Rousseff, lo nombró como nuevo Ministro de Relaciones Exteriores de Brasil.